# Autriche aux Jeux olympiques d'hiver de 2014
L'Autriche participe aux Jeux olympiques d'hiver de 2014 à Sotchi en Russie du 7 au 23 février 2014. Il s'agit de sa vingt-et-deuxième participation à des Jeux d'hiver.

## Liste des médaillés
| Sport                  | Discipline              | Athlète(s)                                                               | Date       |
| Médaille d'or : 4      |                         |                                                                          |            |
| Ski alpin              | Descente hommes         | Matthias Mayer                                                           | 9 février  |
| Ski alpin              | Super G femmes          | Anna Fenninger                                                           | 15 février |
| Ski alpin              | Slalom hommes           | Mario Matt                                                               | 22 février |
| Snowboard              | Slalom parallèle femmes | Julia Dujmovits                                                          | 22 février |
| Médaille d'argent : 9  |                         |                                                                          |            |
| Biathlon               | Sprint hommes           | Dominik Landertinger                                                     | 8 février  |
| Biathlon               | Relais hommes           | Christoph Sumann Daniel Mesotitsch Simon Eder Dominik Landertinger       | 22 février |
| Saut à ski             | Femmes                  | Daniela Iraschko-Stolz                                                   | 10 février |
| Saut à ski             | Par équipes hommes      | Michael Hayböck Thomas Morgenstern Thomas Diethart Gregor Schlierenzauer | 17 février |
| Ski alpin              | Super combiné femmes    | Nicole Hosp                                                              | 11 février |
| Ski alpin              | Slalom géant femmes     | Anna Fenninger                                                           | 18 février |
| Ski alpin              | Slalom femmes           | Marlies Schild                                                           | 21 février |
| Ski alpin              | Slalom hommes           | Marcel Hirscher                                                          | 22 février |
| Luge                   | Double                  | Andreas Linger Wolfgang Linger                                           | 12 février |
| Médaille de bronze : 4 |                         |                                                                          |            |
| Ski alpin              | Super G femmes          | Nicole Hosp                                                              | 15 février |
| Ski alpin              | Slalom femmes           | Kathrin Zettel                                                           | 21 février |
| Combiné nordique       | Épreuve par équipes     | Christoph Bieler Lukas Klapfer Mario Stecher Bernhard Gruber             | 20 février |
| Snowboard              | Slalom parallèle hommes | Benjamin Karl                                                            | 22 février |

| Sport            | Médaille d'or, Jeux olympiques | Médaille d'argent, Jeux olympiques | Médaille de bronze, Jeux olympiques | Total |
| ---------------- | ------------------------------ | ---------------------------------- | ----------------------------------- | ----- |
| Ski alpin        | 3                              | 4                                  | 2                                   | 9     |
| Snowboard        | 1                              | 0                                  | 1                                   | 2     |
| Saut à ski       | 0                              | 2                                  | 0                                   | 2     |
| Biathlon         | 0                              | 2                                  | 0                                   | 2     |
| Luge             | 0                              | 1                                  | 0                                   | 1     |
| Combiné nordique | 0                              | 0                                  | 1                                   | 1     |
| Total            | 4                              | 9                                  | 4                                   | 17    |

## Patinage de vitesse
3 000 m femmes (27 classées)
- Anna Rokita (de) : 22e – 4 min 16 s 43

## Hockey sur glace

### Tournoi masculin

#### Effectif
Annoncé le 7 janvier 2014
- Gardiens de but : Bernhard Starkbaum (Brynäs IF), Mathias Lange (Iserlohn Roosters)[2], René Swette (EC Klagenfurt AC).
- Défenseurs : Mario Altmann (EC VSV), Florian Iberer (EC Klagenfurt AC), Andre Lakos (Vienna Capitals), Robert Lukas (EHC Linz), Thomas Pöck (EC Klagenfurt AC), Matthias Trattnig (EC Red Bull Salzbourg), Stefan Ulmer (HC Lugano), Gerhard Unterluggauer (EC VSV).
- Attaquants : Michael Grabner (Islanders de New York), Raphael Herburger (HC Bienne), Thomas Hundertpfund (Timrå IK), Matthias Iberer (EHC Linz), Thomas Koch (EC Klagenfurt AC), Manuel Latusa (EC Red Bull Salzbourg), Brian Lebler (EHC Linz), Andreas Nödl (EC Red Bull Salzbourg)[3], Daniel Oberkofler (EHC Linz), Michael Raffl (Flyers de Philadelphie), Thomas Raffl (EC Red Bull Salzbourg), Oliver Setzinger (Lausanne HC), Thomas Vanek (Islanders de New York), Daniel Welser (EC Red Bull Salzbourg).
- Entraîneur : Manny Viveiros.
- Absents : Fabian Weinhandl (EC Klagenfurt AC), Andreas Kristler (EC Red Bull Salzbourg).

#### Résultats

##### Tour préliminaire
| Clt   | Équipe   | PJ | V | VP | D | DP | BP | BC | Diff | Pts |
| ----- | -------- | -- | - | -- | - | -- | -- | -- | ---- | --- |
| +001, | Canada   | 3  | 2 | 1  | 0 | 0  | 11 | 3  | 9    | 8   |
| +002, | Finlande | 3  | 2 | 0  | 0 | 1  | 15 | 7  | 8    | 7   |
| +003, | Autriche | 3  | 1 | 0  | 2 | 0  | 7  | 15 | -8   | 3   |
| +004, | Norvège  | 3  | 0 | 0  | 3 | 0  | 3  | 12 | -9   | 0   |

| 13 février 2014 | Finlande | 8-4 (4-2, 2-0, 2-0) | Autriche | Palais des glaces Bolchoï 5 664 spectateurs |

| Feuille de match | Feuille de match | Feuille de match                                | Feuille de match | Feuille de match                                                   |
| ---------------- | --- | ----------------------------------------------- | --- | ------------------------------------------------------------------ |
|                  | M. Granlund (T. Selänne, S. Vatanen) — 5 min 15 s S. Lepistö (J. Jokinen, T. Ruutu) — 11 min 23 s O. Määttä (O. Jokinen) — 19 min 25 s J. Immonen (J. Lehterä, O. Väänänen) — 19 min 33 s J. Jokinen (P. Kontiola) — 21 min 43 s P. Kontiola (M. Granlund) — 32 min 10 s J. Immonen (A. Barkov, S. Vatanen) — 51 min 25 s (SN) M. Granlund (K. Timonen, S. Vatanen) — 58 min 25 s (SN) | 0-1 1-1 1-2 2-2 3-2 4-2 5-2 6-2 6-3 7-3 7-4 8-4 | M. Grabner (M. Raffl) — 36 s T. Hundertpfund (T. Vanek) — 9 min 19 s M. Grabner (B. Lebler, M. Raffl) — 41 min 29 s M. Grabner (B. Lebler, M. Trattnig) — 54 min 22 s | Arbitrage : Daniel Piechaczek Ian Walsh Tommy George Brad Kovachik |
| Tuukka Rask      | Gardiens | Bernhard Starkbaum                              | | Arbitrage : Daniel Piechaczek Ian Walsh Tommy George Brad Kovachik |
|                  | |                                                 | | Arbitrage : Daniel Piechaczek Ian Walsh Tommy George Brad Kovachik |
|                  | |                                                 | | Arbitrage : Daniel Piechaczek Ian Walsh Tommy George Brad Kovachik |

| 14 février 2014 | Canada | 6-0 (2-0, 4-0, 0-0) | Autriche | Palais des glaces Bolchoï |

| Feuille de match | Feuille de match | Feuille de match                                   | Feuille de match | Feuille de match                                                                |
| ---------------- | --- | -------------------------------------------------- | ---------------- | ------------------------------------------------------------------------------- |
|                  | D. Doughty (J. Toews) — 5 min 24 s S. Weber (C. Perry, R. Getzlaf) — 10 min 12 s J. Carter (P. Marleau, S. Crosby) — 22 min 39 s J. Carter (P. Marleau, A. Pietrangelo) — 24 min 9 s J. Carter (P. Marleau, S. Weber) — 34 min 33 s R. Getzlaf — 36 min 48 s (IN) | 1-0 2-0 3-0 4-0 5-0 6-0                            | -                | Arbitrage : Dave Jackson et Konstantin Olenin Lonnie Cameron et Miroslav Valach |
| Roberto Luongo   | Gardiens | Bernhard Starkbaum (40 min) Mathias Lange (20 min) |                  | Arbitrage : Dave Jackson et Konstantin Olenin Lonnie Cameron et Miroslav Valach |
| 8 min            | Pénalités | 2 min                                              |                  | Arbitrage : Dave Jackson et Konstantin Olenin Lonnie Cameron et Miroslav Valach |
| 46               | Tirs | 23                                                 |                  | Arbitrage : Dave Jackson et Konstantin Olenin Lonnie Cameron et Miroslav Valach |

| 16 février 2014 | Autriche | 3-1 (2-0, 0-1, 1-0) | Norvège | Palais des glaces Bolchoï |

| Feuille de match | Feuille de match | Feuille de match | Feuille de match                            | Feuille de match                                                           |
| ---------------- | --- | ---------------- | ------------------------------------------- | -------------------------------------------------------------------------- |
|                  | M. Grabner (T. Pöck, R. Lukas) — 4 min 27 s M. Raffl (M. Grabner) — 6 min 52 s (SN) - M. Grabner (D. Welser) — 58 min 23 s | 1-0 2-0 2-1 3-1  | - - P. Skrøder (P. Thoresen) — 28 min 5 s - | Arbitrage : Vladimír Šindler et Ian Walsh Lonnie Cameron et André Schrader |
| Mathias Lange    | Gardiens | Lars Haugen      |                                             | Arbitrage : Vladimír Šindler et Ian Walsh Lonnie Cameron et André Schrader |
| 12 min           | Pénalités | 8 min            |                                             | Arbitrage : Vladimír Šindler et Ian Walsh Lonnie Cameron et André Schrader |
| 27               | Tirs | 35               |                                             | Arbitrage : Vladimír Šindler et Ian Walsh Lonnie Cameron et André Schrader |

##### Tour qualificatif
| 18 février 2014 | Slovénie | 4-0 (2-0, 1-0, 1-0) | Autriche | Palais des glaces Bolchoï 6 821 spectateurs |

| Feuille de match | Feuille de match | Feuille de match | Feuille de match | Feuille de match                                                             |
| ---------------- | --- | ---------------- | ---------------- | ---------------------------------------------------------------------------- |
|                  | A. Kopitar (R. Tičar, Ž. Jeglič) — 5 min 29 s (SN) J. Urbas (S. Kovačevič) — 11 min 57 s (IN) S. Kovačevič (D. Rodman, J. Muršak) — 23 min 21 s J. Muršak (D. Rodman) — 57 min 2 s (CV) | 1-0 2-0 3-0 4-0  |                  | Arbitrage : Dave Jackson Vladimír Šindler Tommy George Christopher Woodworth |
| Robert Kristan   | Gardiens | Mathias Lange    |                  | Arbitrage : Dave Jackson Vladimír Šindler Tommy George Christopher Woodworth |
| 6 min            | Pénalités | 10 min           |                  | Arbitrage : Dave Jackson Vladimír Šindler Tommy George Christopher Woodworth |
| 35               | Tirs | 30               |                  | Arbitrage : Dave Jackson Vladimír Šindler Tommy George Christopher Woodworth |